# Baeodasymyia michaeli
Baeodasymyia michaeli är en tvåvingeart som beskrevs av Art Borkent 1999. Baeodasymyia michaeli ingår i släktet Baeodasymyia och familjen svidknott. Inga underarter finns listade i Catalogue of Life.